# Limotettix sphagneticus
Limotettix sphagneticus är en insektsart som beskrevs av Alexander Fyodorovich Emeljanov 1964. Limotettix sphagneticus ingår i släktet Limotettix, och familjen dvärgstritar. Enligt den finländska rödlistan är arten nationellt utdöd i Finland. Arten har ej påträffats i Sverige. Artens livsmiljö är rikkärr.